# Yuna (cantante)
Yunalis Mat Zara'ai (in jawi يونليس مت زارءاي; Alor Setar, 14 novembre 1986) è una cantante malese.
Artisticamente è nota solo come Yuna.

## Discografia

### Album in studio
- 2008 - Yuna
- 2010 - Decorate
- 2012 - Yuna
- 2012 - Terukir di Bintang
- 2013 - Sixth Street
- 2013 - Nocturnal
- 2015 - Material
- 2016 - Chapters
- 2019 - Rouge

### Live
- 2014 - Live at Istana Budaya